# Genazzano
Genazzano ist eine Gemeinde in der Metropolitanstadt Rom in der italienischen Region Latium mit 5711 Einwohnern (Stand 31. Dezember 2023). Sie liegt 58 Kilometer östlich von Rom.

## Geographie
Genazzano liegt am Südabhang der Monti Prenestini östlich von Palestrina.
Es ist Mitglied der Comunità Montana dei Castelli Romani e Prenestini.

## Wallfahrtsort
Genazzano ist ein in Italien weithin bekannter Wallfahrtsort, den die Pilger aufsuchen, um in der dortigen Wallfahrtskirche (Santuario della Madonna del Buon Consiglio) vor dem spätmittelalterlichen Gnadenbild der Mutter vom Guten Rat zu beten. Die Wallfahrt nach Genazzano ist seit 1467 dokumentiert.

## Gemeindepartnerschaften
Seit dem Jahr 2000 besteht zwischen Vierkirchen in Oberbayern und Genazzano eine Gemeindepartnerschaft.

## Bevölkerung
| 1871 | 1901 | 1921 | 1951 | 1971 | 1991 | 2001 | 2022 |
| ---- | ---- | ---- | ---- | ---- | ---- | ---- | ---- |
| 3500 | 4160 | 4971 | 5392 | 4632 | 5065 | 5324 | 5611 |

## Politik
Alessandro Cefaro (Lista civica: Patto sociale per Genazzano) übt seit dem 27. Mai 2019 das Bürgermeisteramt aus.

## Söhne und Töchter des Ortes
- Martin V. (1368–1431), Papst
- Serafino Vannutelli (1834–1915), Kardinal